# Lista de prefeitos de Angra dos Reis
Esta é a lista de prefeitos do município brasileiro de Angra dos Reis, estado brasileiro do Rio de Janeiro.

## Lista
| Nº | Nome                             | Imagem                                           | Partido                                          | Início do mandato       | Fim do mandato                          | Observações                           |
| 1  | João Luiz Gibrail Rocha          |                                                  | PDP                                              | 1° de janeiro de 1900   | 1° de janeiro de 1910                   | Prefeito nomeado                      |
| 2  | Francisco Pereira da Rocha       |                                                  | PDP                                              | 1° de janeiro de 1910   | 10 de junho de 1918                     | Prefeito nomeado                      |
| 3  | Jorge Wichart                    |                                                  | PDP                                              | 10 de junho de 1918     | 15 de março de 1924                     | Prefeito nomeado                      |
| 4  | João Gregório Galindo            |                                                  | PDP                                              | 15 de março de 1924     | 22 de agosto de 1930                    | Prefeito nomeado                      |
| 5  | Herondina de Vilhena             |                                                  | PDP                                              | 22 de agosto de 1930    | 8 de abril de 1939                      | Prefeita nomeada                      |
| 6  | Moacir de Paula Lobo             |                                                  | Partido Liberal PL                               | 8 de abril de 1939      | 1° de janeiro de 1945                   | Prefeito nomeado                      |
| 7  | Antonio de Carvalho Miranda      |                                                  | Partido Social Democrático PSD                   | 1° de janeiro de 1945   | 1° de dezembro de 1945                  | Prefeito nomeado                      |
| 8  | Salomon Pedro Reseck             |                                                  | Partido Social Democrático PSD                   | 1° de dezembro de 1945  | 30 de janeiro de 1956                   | Prefeito nomeado                      |
| 9  | Heitor Chagas da Rocha           |                                                  | Partido Social Democrático PSD                   | 31 de janeiro de 1956   | 30 de janeiro de 1961                   | Prefeito nomeado                      |
| 10 | Jorge Paulo Wishart              |                                                  | Aliança Renovadora Nacional ARENA                | 31 de janeiro de 1961   | 29 de junho de 1967                     | Prefeito nomeado                      |
| 11 | Benedito Adelino Santos de Souza |                                                  | Aliança Renovadora Nacional ARENA                | 30 de junho de 1967     | 30 de julho de 1967                     | Prefeito substituto                   |
| 12 | Jorge Paulo Wishart              |                                                  | Aliança Renovadora Nacional ARENA                | 31 de julho de 1967     | 31 de julho de 1968                     | Prefeito nomeado                      |
| 13 | Benedito Adelino Santos de Souza |                                                  | Aliança Renovadora Nacional ARENA                | 1º de agosto de 1968    | 30 de julho de 1967                     | Prefeito substituto                   |
| 14 | Fernando Bittencourt             |                                                  | Aliança Renovadora Nacional ARENA                | 30 de julho de 1967     | 31 de janeiro de 1971                   | Prefeito nomeado                      |
| 15 | Jayr Carneiro Toscano de Brito   |                                                  | Aliança Renovadora Nacional ARENA                | 1° de fevereiro de 1971 | 14 de março de 1983                     | Prefeito nomeado                      |
| 16 | João Luiz Gibrail                |                                                  | Partido Democrático Social PDS                   | 14 de março de 1983     | 31 de dezembro de 1985                  | Prefeito nomeado                      |
| 17 | José Luiz Reseck                 |                                                  | Partido da Frente Liberal PFL                    | 1° de janeiro de 1986   | 31 de dezembro de 1988                  | Prefeito eleito em sufrágio universal |
| 18 | Neirobis Nagae                   |                                                  | Partido dos Trabalhadores PT                     | 1º de janeiro de 1989   | 31 de dezembro de 1992                  | Prefeito eleito em sufrágio universal |
| 19 | Luiz Sérgio Nóbrega de Oliveira  |                                                  | Partido dos Trabalhadores PT                     | 1º de janeiro de 1993   | 31 de dezembro de 1996                  | Prefeito eleito em sufrágio universal |
| 20 | José Marcos Castilho             |                                                  | Partido dos Trabalhadores PT                     | 1º de janeiro de 1997   | 31 de dezembro de 2000                  | Prefeito eleito em sufrágio universal |
| 21 | Fernando Jordão                  |                                                  | Partido Democrático Trabalhista PDT              | 1º de janeiro de 2001   | 31 de dezembro de 2004                  | Prefeito eleito em sufrágio universal |
| 21 | Fernando Jordão                  | Partido do Movimento Democrático Brasileiro PMDB | 1º de janeiro de 2005                            | 31 de dezembro de 2008  | Prefeito reeleito em sufrágio universal |                                       |
| 22 | Tuca Jordão                      |                                                  | Partido do Movimento Democrático Brasileiro PMDB | 1º de janeiro de 2009   | 31 de dezembro de 2012                  | Prefeito eleito em sufrágio universal |
| 23 | Conceição Rabha                  |                                                  | Partido dos Trabalhadores PT                     | 1º de janeiro de 2013   | 31 de dezembro de 2016                  | Prefeita eleita em sufrágio universal |
| 24 | Fernando Jordão                  |                                                  | Partido do Movimento Democrático Brasileiro PMDB | 1º de janeiro de 2017   | 31 de dezembro de 2020                  | Prefeito eleito em sufrágio universal |
| 24 | Fernando Jordão                  | Movimento Democrático Brasileiro MDB             | 1º de janeiro de 2021                            | 31 de dezembro de 2024  | Prefeito reeleito em sufrágio universal |                                       |
| 25 | Cláudio Ferreti                  |                                                  | Movimento Democrático Brasileiro MDB             | 1º de janeiro de 2025   | Atualmente                              | Prefeito eleito em sufrágio universal |